# 埃德蒙森縣 (肯塔基州)
埃德蒙森县（英語：Edmonson County）是位於美國肯塔基州中部的一個縣。面積798平方公里。根據美國2000年人口普查，共有人口15,307人。縣治布朗斯維爾 （Brownsville）。
成立於1825年1月12日。縣名紀念在賴辛河之役陣亡的約翰·埃德蒙森 （John Edmonson）上校。